# Scytodes bilqis
Scytodes bilqis là một loài nhện trong họ Scytodidae.
Loài này thuộc chi Scytodes. Scytodes bilqis được miêu tả năm 2006 bởi Rheims, Antonio D. Brescovit & Antonius van Harten.